# فلوبينتكسول
فلوبينتكسول (Flupentixol) هو اسم دولي غير مسجل الملكية لعقار يستخدم كمضاد نمطي للذهان، وهو من فصيلة مركبات ثيوزانثين. يسوق العقار تجارياً تحت اسم ديبيكسول Depixol و فلوانكسول Fluanxol.
بالإضافة إلى تحضيرات المفردة من هذا العقار فإنه يحضّر أيضاً على شكل عقار مشترك مع ميليتراسين Melitracen، وهو مضاد اكتئاب ثلاثي الحلقات.

## الاستخدامات الطبية
يمكن أن يستخدم عقار فلوبينتكسول على شكل أقراص طبية أو كحقنة ذات أثر مديد تعطى مرة واحدة كل أسبوعين أو ثلاثة إلى المرضى المصابين بالفصام، والذين لديهم تجاوب ضعيف مع الأدوية ويعانون من نكسات متكررة للمرض. على الرغم من ذلك، فإن الدلائل الداعمة لهذا الأسلوب من العلاج قليلة.
يستخدم فلوبينتكسول أيضاً بجرعات قليلة وذلك كمضاد اكتئاب.

## التصريح
إن عقار فلوبينتكسول غير مصرح به في الولايات المتحدة الأمريكية، ولكنه بالمقابل مصرح في كل من المملكة المتحدة  وأستراليا  وروسيا ، وفي عدة دول أخرى.